# Політичні партії Андорри
Політичні партії Андорри — політичні партії, які існували або існують в князівстві Андорра.

## Історія
Андорра має дуже незначний досвід діяльності політичних партій. Перші партії в країні почали зароджуватися лише в 1975-1976 роках. До прийняття конституції в 1993 році, Андорра через суттєві обмеження не мала міцної партійної системи. До XXI століття в Андоррі встановилася нестабільна багатопартійність, тому що багато з створених партій розпадаються на менші.

## Дійсні партії
| Назва українською                  | Назва каталонською                  | Скорочення | Політична ідеологія                   | Дата створення |
| ---------------------------------- | ----------------------------------- | ---------- | ------------------------------------- | -------------- |
| Андорра за зміни                   | Andorra pel Canvi                   | APC        | центризм                              | 2009           |
| Демократичне оновлення             | Renovació Democràtica               | -          | соціал-лібералізм                     | 2005           |
| Зелені Андорри                     | Els Verds d'Andorra                 | -          | зелена політика, ліві                 | 2003           |
| Лавредіянський Союз                | Unió Laurediana                     | -          | консерватизм                          | -              |
| Ліберальна партія Андорри          | Partit Liberal d'Andorra            | PLA        | лібералізм                            | 1992           |
| Національний союз прогресу         | Unió Nacional de Progrés            | -          | -                                     | -              |
| Новий Центр                        | Nou Centre                          | NC         | християнська демократія, консерватизм | 2005           |
| Парафіяльний союз групи незалежних | Grup d'Unió Parroquial Independents | GUPI       | -                                     | -              |
| Соціал-демократична партія         | Partit Socialdemòcrata              | PS         | соціал-демократія                     | 2000           |

## Недійсні партії
| Назва українською               | Назва каталонською        | Скорочення | Політична ідеологія     | Роки існування |
| ------------------------------- | ------------------------- | ---------- | ----------------------- | -------------- |
| 21 століття                     | Segle 21                  | -          | консерватизм            | 2005 -         |
| Партія оновлення Ордино         | Partit Renovador d'Ordino | PRO        | -                       | -              |
| Єдність і оновлення             | Unitat i Renovació        | -          | -                       | -              |
| Андоррський демократичний центр | Centre Demòcrata Andorrà  | -          | християнська демократія |                |
| Демократична партія             | Partit Demòcrata          | -          | -                       | -              |
| Парафіяльний союз Ордино        | Unió Parroquial d'Ordino  | UPd'О      | -                       | 1997(?)—2003   |
| Союз, свідомість і прогрес      | Unió, Seny i Progrés      | -          | -                       |                |